# Manel Bosch i Bifet
Manel Bosch i Bifet (Lleida, 1967) és un exjugador de bàsquet català de les dècades dels 80 i 90 del segle xx. Va néixer a Lleida el 19 de setembre de 1967. Natural i veí de Torrefarrera, Mesura 1,98 metres i jugava a la posició d'aler. Usual del bàsquet català i espanyol, ha jugat entre altres al Lleida, Espanyol, Granollers i Barça, club amb el qual assolí dues lligues ACB.
Va ser internacional amb la selecció espanyola júnior, sub-23 i 41 vegades amb l'absoluta, amb la qual guanyà la medalla de bronze a l'Eurobàsquet de Roma de 1991. El Lleida Basquetbol li va retirar la seva samarreta, amb el número 12, el 29 de desembre del 2003, com homenatge al que ha estat un dels millors jugadors lleidatans de tots els temps.

## Trajectòria esportiva
- UE Lleida: 1984-1985
- RCD Espanyol: 1985-1989
- Granollers EB: 1989-1991
- CAI Zaragoza: 1991-1992
- Unicaja Màlaga: 1992-1995
- FC Barcelona: 1995-1997
- Caja San Fernando de Sevilla: 1997-1999
- Cantàbria Lobos: 1999-2000
- CE Lleida Basquetbol: 2000-2003

## Palmarès
- 1 Medalla de Bronze al Campionat d'Europa de Roma'1991
- 1 Medalla de Bronze al Campionat del Món sub-22 d'Andorra-Terol 1989
- 2 Lligues ACB: (1995-96 i 1996-97)